# انبارتة سفلي (مقاطعة دلفان)
انبارتة سفلي (بالفارسية: انبارته سفلی) هي مستوطنة تقع في قسم ميربغ الجنوبي الريفي (مقاطعة دلفان) في إيران. يقدر عدد سكانها بـ 0 نسمة بحسب إحصاء 2016.